# 楢岡のあ
楢岡 のあ（ならおか のあ、1999年9月4日 - ）は、日本のグラビアアイドル、元ジュニアアイドル。神奈川県出身。クロスミュージックエンターテイメント所属。

## 略歴・人物
以前は、佐藤 のあとして活動していた。
趣味はショッピング、特徴は身体が柔らかい。

## 作品

### DVD
佐藤のあ 名義
- のんシュガー（2011年10月25日発売 EIC-BOOK）
- はっぴぃあいすくりーむ（2012年4月25日発売 EIC-BOOK）
- ボクの太陽（2012年7月27日発売 スパイスビジュアル）
- お絵かきしちゃうぞ！Vol.2（2012年12月15日発売 EIC-BOOK）（共演：ゆずき麗, 大島瑞希, 高倉かんな, 岡詩乃）
- 純情女子中学生宣言！Chu→Boh学園2013 （2013年01月25日発売 EIC-BOOK）（共演：蒼井ちあき, 飯田ゆか, 加藤まりん, 桜山澪, 森下真依, 伊藤万里菜, 小川まい子, 北村真珠, 佐々木みゆう, 東海林藍, 新原里彩, 橋本環奈, 守永七彩, 清水ちか）
- 君は規格外中学生（2013年3月23日発売 ワッフルランド）

楢岡のあ 名義
- 純粋少女JC 〜14歳・ストロベリースマイル〜[2] （2013年12月13日発売 M.B.Dメディアブランド）
- 中学生！恋の通知表 （2014年2月28日発売 スパイスビジュアル）
- Sugar White[3] （2014年4月20日発売 タスクビジュアル）
- 恋するラムネ[4] （2014年6月20日発売 M.B.Dメディアブランド）
- ないしょばなし[1]（2014年8月29日発売 スパイスビジュアル）
- チューはまだ・15歳 （2014年12月19日発売 M.B.Dメディアブランド）

## 書籍
- moecco vol.47 （2013年12月13日 マイウェイ出版）（共演：宮下ゆか, 楠みゆう, 中沢ひめか, 野村苺花, 沢井ゆり, 岡田陽菜, 東亜咲花, 河合麻里, 森口理名, 沖田彩花）
- moecco vol.49 （2014年4月11日 マイウェイ出版）（共演：えりか, 中沢ひめか, 小林桃華, 東亜咲花, 村松奈々, 神山あかね, 星野希, 松田雪愛）
- moecco vol.51 （2014年8月20日 マイウェイ出版）（共演：楠みゆう, 石野瑠見, 村松奈々, 新見ななえ, 松田雪愛, 織田芽以, 上野鈴華, 花沢あい, 星野璃里, 清家ゆめか, 神山みなみ）
- moecco ピュアホワイト7 （2015年1月19日 マイウェイ出版）（共演：荒井暖菜, 春日彩香, 東亜咲花, 村松奈々, 神山あかね, 星野希, 沖田彩花, 松田雪愛）